# Johann Conrad Amman (1724-1811)
Pour les articles homonymes, voir Johann Conrad Amman et Amman (homonymie).
Johann Conrad Ammann  (né le 24 décembre 1724 à Schaffhouse, Suisse et mort le 11 octobre 1811 à Schaffhouse, Suisse) est un médecin suisse, naturaliste et collectionneur (collectionneur de coquillages, de fossiles et de papillons).
Après avoir passé son doctorat à Leyde en 1749, il commence à pratiquer à Schaffhouse. Il est particulièrement connu pour sa collection de fossiles.

## Source
- en:Johann Conrad Ammann, version du 7 octobre 2007 à 15:13
- Brignon A. 2016. — Les poissons téléostéens d’Öhningen (Miocène, Allemagne) de la collection Johann Conrad Ammann étudiés par Georges Cuvier et leur apport à l’histoire de la paléontologie. Geodiversitas 38 (1): 33-64. http:// dx.doi.org/10.5252/g2016n1a3